# Free-PC
Free-PC – amerykańska organizacja oferująca osobom prywatnym darmowe komputery osobiste, pod warunkiem, że zobowiążą się spędzać przy nich co najmniej 10 godzin miesięcznie; maszyny były sponsorowane przez ogłoszeniodawców, zaś reklamy były widoczne podczas pracy.
Organizację założyła w 1996 r. firma idealab!, założona przez Billa Grossa. Free-PC funkcjonowała do 1999 r. i zdążyła w tym czasie rozdać 30 tys. maszyn osobom, które spełniały wyznaczone kryteria. W 1999 została wchłonięta przez firmę eMachines.